# Тетрація
Тетрація (суперстепінь, гіпер-4) — ітераційна операція піднесення до степеня; гіпероператор наступний після піднесення до степеня. Застосовується для опису великих чисел.
Термін тетрація, складається зі слів тетра- (чотири) та ітерація, був вперше застосований англійським математиком Рубеном Гудштейном в 1947 році

## Тетрація як гіпероператор 4

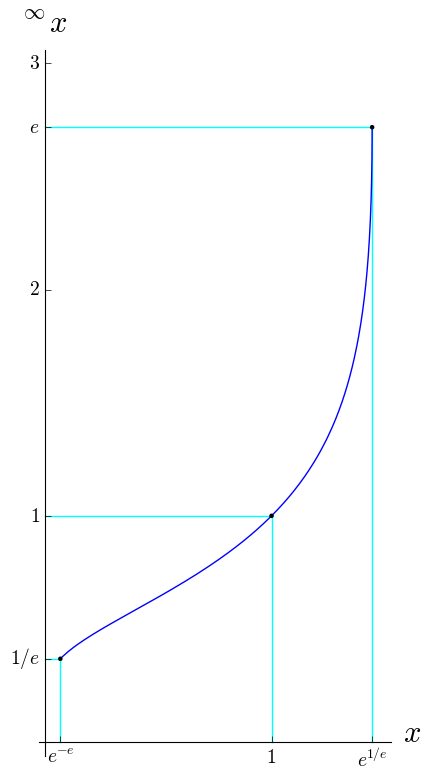
Нескінченне піднесення до степеня

Тетрація є четвертою по рахунку гіпероперацією.
1. додавання:
{\displaystyle a+n=a+\underbrace {1+1+\cdots +1} _{n}}
2. множення:
{\displaystyle a\times n=\underbrace {a+a+\cdots +a} _{n}}
3. піднесення до степеня:
{\displaystyle a^{n}=\underbrace {a\times a\times \cdots \times a} _{n}}
4. тетрація:
{\displaystyle {^{n}a}=\underbrace {a^{a^{\cdot ^{\cdot ^{a}}}}} _{n}}
5. пентація:              
{\displaystyle {_{n}a}=\underbrace {^{^{^{^{a}\cdot }\cdot }a}a} _{n}}

Кожна наступна операція представлена як ітерація попередньої.

## Властивості
- На відміну від попередніх трьох гіпероперацій, тетрація не має аналітичного продовження на комплексні числа.
- Тетрація не вважається елементарною функцією.
- Тетрація некомутативна, як і піднесення до степеня, тому також має дві обернених операції — суперкорінь та суперлогарифм.
- Тетрація неасоціативна:

{\displaystyle ^{4}2=2^{{\Big (}2^{\left(2^{2}\right)}{\Big )}}\neq \left({\left(2^{2}\right)}^{2}\right)^{2}=2^{2\cdot 2\cdot 2}}

## Термінологія
|                                                                  | Термін                        |
| ---------------------------------------------------------------- | ----------------------------- |
| {\displaystyle a^{a^{\cdot ^{\cdot ^{a^{a}}}}}}                  | Тетрація                      |
| {\displaystyle a^{a^{\cdot ^{\cdot ^{a^{x}}}}}}                  | Ітеративна експонента         |
| {\displaystyle a_{1}^{a_{2}^{\cdot ^{\cdot ^{a_{n}}}}}}          | Вкладена експонента (вежа)    |
| {\displaystyle a_{1}^{a_{2}^{a_{3}^{\cdot ^{\cdot ^{\cdot }}}}}} | Нескінченна експонента (вежа) |

## Позначення
| Система               | Позначення                                                 | Пояснення                |
| --------------------- | ---------------------------------------------------------- | ------------------------ |
| Стандартний запис     | {\displaystyle \,{}^{n}a}                                  |                          |
| Ітеративна експонента | {\displaystyle \exp _{a}^{n}(1)}                           |                          |
| Гіпероператор         | {\displaystyle a^{(4)}n,\,\operatorname {hyper} _{4}(a,n)} |                          |
| Нотація Кнута         | {\displaystyle ~a{\uparrow \uparrow }n}                    | стрілка Кнута            |
| Нотація Конвея        | {\displaystyle ~a\rightarrow n\rightarrow 2}               | ланцюжок Конвея          |
| Функція Акермана      | {\displaystyle ^{n}2=\operatorname {A} (4,n-3)+3}          | тільки для випадку a = 2 |
| ASCII запис           | a^^n                                                       | варіант стрілки Кнута    |

## Границя
Тетрацію при показникові прямуючому до нескінченності обчислюють як границю.
Наприклад, границя {\displaystyle {\sqrt {2}}^{{\sqrt {2}}^{{\sqrt {2}}^{\cdot ^{\cdot ^{\cdot }}}}}} рівна 2.
Це можна узагальнити аж на комплексні числа:
{\displaystyle {}^{\infty }z=z^{z^{\cdot ^{\cdot ^{\cdot }}}}={\frac {\mathrm {W} (-\ln {z})}{-\ln {z}}}}
де W(z) — W-функція Ламберта.

## Обернені функції
Оберненими функціями до тетрації є суперкорінь та суперлогарифм. Квадратний суперкорінь {\displaystyle ~\mathrm {ssrt} (x)} є оберненою функцією до {\displaystyle x^{x}} :
{\displaystyle \mathrm {ssqrt} (x)=e^{W(\mathrm {ln} (x))}={\frac {\mathrm {ln} (x)}{W(\mathrm {ln} (x))}}}
Для натуральних чисел n > 2, функція nx визначена та зростаюча при x ≥ 1, тому n-ий суперкорінь існує при x ≥ 1.
Тетрація xa неперервно зростає по x, тому суперлогарифм визначений для всіх дійсних x при a > 1.
{\displaystyle ~\mathrm {slog} _{a}{^{x}a}=x}
{\displaystyle ~\mathrm {slog} _{a}a^{x}=1+\mathrm {slog} _{a}x}
{\displaystyle ~\mathrm {slog} _{a}x=1+\mathrm {slog} _{a}\log _{a}x}
{\displaystyle ~\mathrm {slog} _{a}x>-2}